# Момчето и хоризонта
Момчето и хоризонта е българска телевизионна новела (детска, психологическа драма) от 1967 година по сценарий на Славчо Чернишев и Майер Албухайре. Режисьор е Божидар Бакърджиев, а оператори са Атанас Начков и Алекси Вълчев .

## Актьорски състав
| Изпълнител            | В главните роли        |
| --------------------- | ---------------------- |
| Слав Николов - (дете) | момчето                |
| Любомир Кирилов       | бащата                 |
| Бояна Кънева          | майката                |
| Досьо Досев           | пилотът на хеликоптера |
| Стоян Гъдев           | морският адмирал       |
| Константин Коцев      | рибар                  |
| Никола Дачев          | рибар                  |
| Иван Тенчев           | рибар                  |